# Szarruszofon
A szarruszofon a nádnyelves hangszerek családjába tartozik. Az oboához és a fagotthoz hasonlóan kettős nádsíppal megszólaltatott, kónikus, tehát kúpos furatú, billentyűzettel ellátott fúvós hangszer. Teste a rézfúvós hangszerekhez hasonlóan fémből készült, de a hang előállításának módja alapján a fafúvós hangszerek közé soroljuk ugyanúgy, mint a szintén fémből készült szaxofont. A 19. század második felében, a 20. század elején volt használatban, de a kontrabasszus változat fúvószenekarokban néha még ma is előfordul.
A szarruszofon hangszercsaládot alkot, hétféle méretben, hangolásban készült:
- szopranino Esz-ben
- szoprán B-ben, az oboának megfelelő
- alt Esz-ben, az angolkürtnek megfelelő
- tenor B-ben, a bariton-oboának megfelelő
- bariton Esz-ben, a kis fagottnak megfelelő
- basszus B-ben, a fagottnak megfelelő
- kontrabasszus Esz-ben, C-ben vagy B-ben, a kontrafagottnak megfelelő

A szopranino és a szoprán hangszer egyenes formájú, a többi a szaxofonhoz vagy a ophikleidhez hasonlóan hajlított, tehát a tölcsér felfelé néz, megfúvásuk oldalirányból történik. Testük fémből készült, furatuk méretezése az oboánál és a fagottnál bővebb. A fuvolához, szaxofonhoz hasonló Böhm-rendszerű billentyűzettel látták el őket.
A hangszercsaládot Pierre-Louis Gautrot alkotta meg és szabadalmaztatta 1856-ban. Nevét Pierre-Auguste Sarrus katonazenekari karmesterről kapta, akitől a kor sikeres hangszerújdonságához, a szaxofonhoz hasonló, de kettős nádnyelves fúvókával működő hangszercsalád ötlete származott. A hangszerváltozatok hangterjedelme, hangolása a szaxofoncsalád egy-egy tagjával azonos. A C-kontrabasszus szarruszofon kivételével a család minden tagja transzponáló hangszer.
A szarruszofonok kezdetben sikeresnek bizonyultak, a latin országok fúvószenekaraiban alkalmazták őket, erősebb hangjuk, strapabíróbb anyaguk révén sikeresen váltották le az oboákat, fagottokat. A kontrabasszus-szarruszofon mind a kontrafagottnál, mind a kontrabasszus-szaxofonnál biztosabb intonációjú, könnyebben kezelhető volt, így szimfonikus zenekarokban is helyet kapott. Az Esz-hangolású változatot viszonylag nagyobb mennyiségben gyártották, a szarruszofon fogalma leginkább e hangszerváltozattal azonosult. Később, a kontrafagott tökéletesítésével jelentősége csökkent, mára kuriózummá vált.